# خوسيه أفيلينو
خوسيه أفيلينو (بالإنجليزية: José Avelino)‏ (و. 1890 – 1986 م) هو سياسي من الفلبين . تولى منصب رئيس مجلس الشيوخ في الفلبين (25 مايو 1946–21 فبراير 1949)، وSecretary of Public Works and Highways، وعضو مجلس الشيوخ في الفلبين .
وهو عضو في Nacionalista Party .

## التعليم
تعلم في University of Santo Tomas، وAteneo de Manila University، وUniversity of the Philippines.
| المناصب السياسية   | المناصب السياسية                        | المناصب السياسية          |
| ------------------ | --------------------------------------- | ------------------------- |
| سبقه مانويل روكساس | رئيس مجلس الشيوخ في الفلبين 1946 - 1949 | تبعه Mariano Jesús Cuenco |